# Dictis elongata
Espèce
Dictis elongata est une espèce d'araignées aranéomorphes de la famille des Scytodidae.

## Distribution
Cette espèce se rencontre en Thaïlande dans les provinces de Loei et de Sakhon Nakhon et au Laos dans la province de Vientiane,,.

## Description
La carapace du mâle holotype mesure 4,1 mm de long sur 3,3 mm et la carapace de la femelle paratype mesure 3,9 mm de long sur 3,0 mm.
Le mâle décrit par Fomichev et Omelko en 2023 mesure 3,9 mm.

## Systématique et taxinomie
Cette espèce a été décrite par Dankittipakul et Singtripop en 2010.

## Publication originale
- Dankittipakul & Singtripop, 2010 : « The spitting spider family Scytodidae in Thailand, with descriptions of three new Dictis species (Araneae). » Revue Suisse de Zoologie, vol. 117, no 1, p. 121-141 (texte intégral).